# حمام آئینه ورزان
حمام آئینه ورزان مربوط به اواخر دوره صفوی است و در شهرستان دماوند، بخش مرکزی، دهستان ابرشیوه، روستای آئینه ورزان واقع شده و این اثر در تاریخ ۲۷ آبان ۱۳۸۶ با شمارهٔ ثبت ۲۰۲۶۳ به‌عنوان یکی از آثار ملی ایران به ثبت رسیده است.